# Penuel

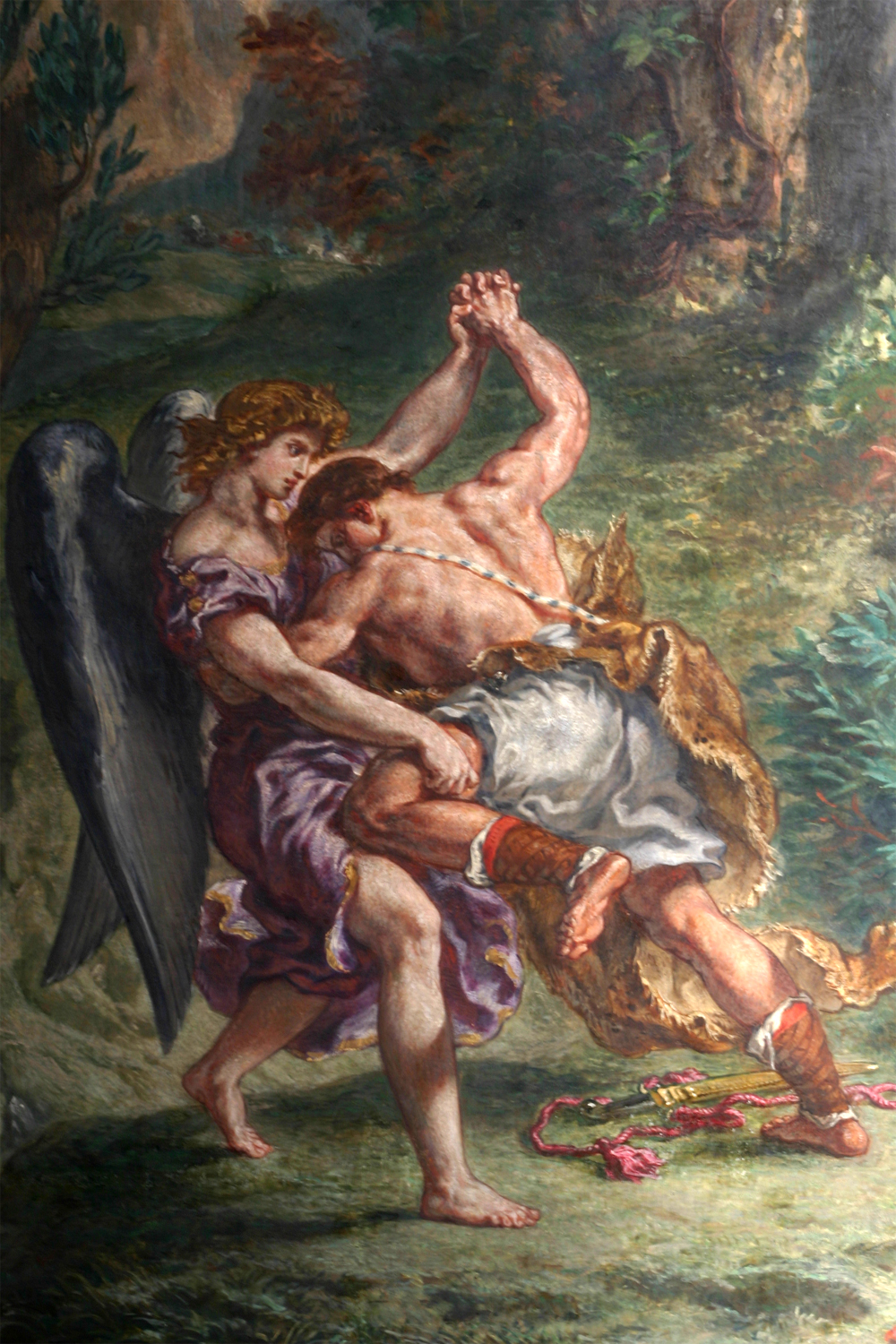
Raffigurazione di Giacobbe mentre lotta con l’angelo a Penuel (dipinto di Eugène Delacroix).

Penuel (o Pniel, Pnuel; in ebraico: פְּנוּאֵל) è un luogo descritto nella Bibbia ebraica come non lontano da Succot, a est del fiume Giordano e a sud del suo affluente Jabok, nell’odierna Giordania.
Penuel è menzionata nel Libro della Genesi come il luogo della lotta di Giacobbe con l'angelo. In 1 Re 12:25 è menzionata come la capitale del regno di Geroboamo, primo re della parte settentrionale di Israele, che fece fortificare questa città.

## Resoconto biblico
(Genesi 32:30-31)
Qui Giacobbe lottò (Gen. 32:24–32) "con un uomo" ("l'angelo", Osea 12:4) "fino allo spuntare del giorno". Questo episodio portò Dio (o l'angelo che parlava in Sua vece) a cambiare il nome di Giacobbe in "Israele" (Genesi 32:28), che letteralmente significa "colui che lotta con Dio" o "Dio lotta".
Penuel è poi menzionato nel Libro dei Giudici. Gli uomini di questo luogo si rifiutarono di dare il pane a Gedeone e ai suoi trecento uomini quando erano all'inseguimento dei Madianiti (Giudici 8:1–21). Al suo ritorno, Gedeone demolì la torre e uccise tutti gli uomini della città.
Quando il Regno settentrionale di Israele si staccò dalla Monarchia Unita nel 930 a.C., Geroboamo, il suo primo re, stabilì la sua capitale a Sichem. Poco tempo dopo lasciò Sichem e fortificò Penuel, dichiarandola sua nuova capitale (1 Re 12:25). Lui e suo figlio Nadab vi regnarono finché Baasa salì al trono nel 909 e trasferì la capitale a Tirza (1 Re 15:25–34).
"Pnuel" è anche un nome comune dato ai maschi nella cultura assira.
Alcuni studiosi ritengono che il resoconto Genesi 32–35, incluso il fatto che Giacobbe fu rinominato Israele a Penuel, potrebbe essere un'aggiunta successiva che introduce una nuova struttura di potere incentrata sull'istituzione di luoghi sacrali nel nord (Penuel, Sichem e Betel).

## Identificazione
Fino al 1970, gli studiosi della Bibbia identificarono Penuel con le vette gemelle di Tulul adh-Dhahab nell'odierna Giordania. Sulla base del racconto fornito nella Genesi, gli studiosi credevano che Penuel fosse il luogo di un santuario sacro, e presumevano che ci fosse un tempio dell'età del ferro o antecedente, su una delle vette. Questa ipotesi è stata messa in discussione poiché una tale struttura non è stata trovata.

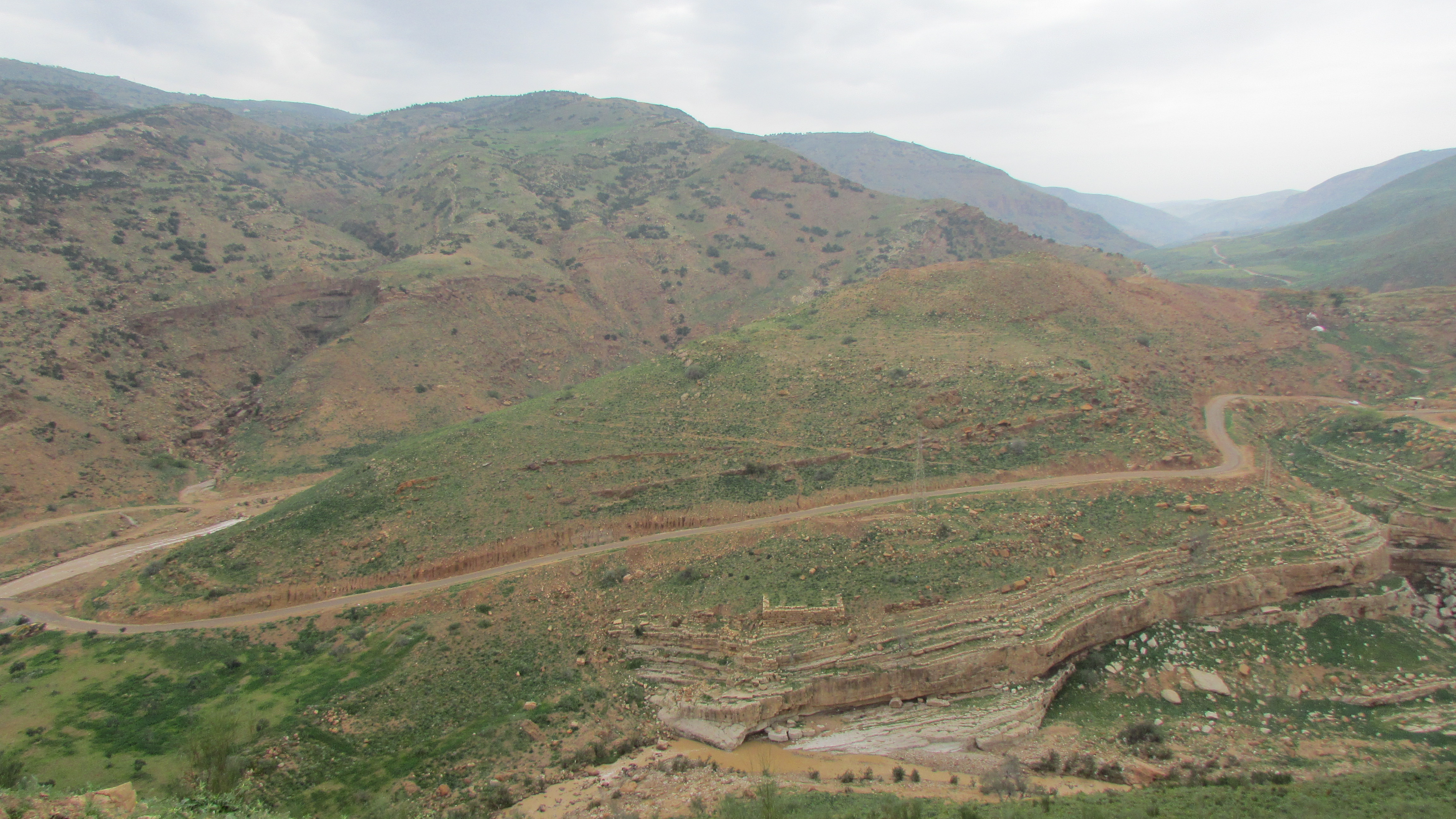
Tell edh-Dhahab esh-Sharqi, una localizzazione proposta per l’antica Penuel.

L'archeologo israeliano Israel Finkelstein ha suggerito di vedere le cime gemelle come due siti distinti che probabilmente presentavano nomi distinti durante l'antichità. Suggerì di identificare la collina occidentale, più grande (Tell edh-Dhahab al-Gharbi) con Mahanaim e quella orientale (Tell edh-Dhahab esh-Sharqi) con Penuel.